# Дайтерс, Герман
Герман Клеменс Отто Дайтерс (нем. Hermann Clemens Otto Deiters; 27 июня 1833, Бонн — 11 мая 1907, Кобленц) — немецкий музыковед и филолог. Брат нейрофизиолога Отто Дайтерса.

## Биография
Изучал филологию и право. Преподавал в гимназиях, затем служил директором гимназий в Конице (с 1874 г.), Позене (с 1878 г.), Бонне (с 1883 г.). 
15 июня 1885 года был назначен советником провинциального школьного совета в Кобленце. Отвечал за подготовку учителей и школьное оборудование в Рейнской провинции. В этом качестве он также работал над разработкой новой учебной программы зимой 1891/92 года в Министерстве образования Пруссии. 
В 1891 году он был назначен тайным советником. По состоянию здоровья Дейтерс 1 октября 1903 года вышел в отставку и переехал в Кобленц. Он умер 11 мая 1907 года в возрасте 73 лет. Похоронен на Старом кладбище в Бонне.

## Награды
Королевства Пруссия:
- Орден Красного орла 4-го класса (28 августа 1882)[3]
- Королевский орден Дома Гогенцоллернов, орёл рыцаря (23 марта 1890)[4]
- Орден Красного орла 3-го класса с бантом
- Орден Короны 2-го класса
- Орден Красного орла 2-го класса с дубовыми листьями

Прочие:
- Княжеский орден Дома Гогенцоллернов, почётный крест 2-го класса

## Публикации
В 1865—1882 гг. постоянно публиковался во «Всеобщей музыкальной газете». В 1880 г. выпустил первый биографический очерк Иоганнеса Брамса, с которым был знаком. Напечатал несколько трудов по античной филологии — в частности, две небольшие книги о Гесиоде («De Hesiodia scuti Herculis descriptione», 1858; «De Hesiodi theogoniae proemio», 1863). Под редакцией Дайтерса была переиздана (1889) биография Моцарта, написанная его учителем Отто Яном.
Наиболее известен Дайтерс своим участием в работе над «Жизнью Бетховена» Александра Уилока Тейера. Он перевёл труд Тейера на немецкий язык, а начиная с IV тома работал над завершением книги по оставленным Тейером материалам. Полностью тейеровская «Жизнь Бетховена» в переводе Дайтерса была опубликована уже после его смерти Хуго Риманом.